# Цоло Пешев
Цоло Христов Пешев е български зоолог териолог.

## Биография
Роден е на 2 ноември 1922 г. в село Лик, област Враца. През 1949 г. завършва естествени науки в Софийския университет. От 1950 г. е преподавател в Биологическия факултет на Софийския университет. През 1969 г. е избран за професор. В периода 1966 – 1970 г. е заместник-декан на факултета, от 1961 до 1984 г. е ръководител на катедрата по зоология на гръбначните животни, а през 1984 – 1987 г. и по зоология и антропология. Чете лекции в Пловдивския и Шуменския университет.
Научноизследователската му дейност е насочена в областта на таксономията и фаунистиката на гръбначните животни. Той е отговорен редактор на „Червената книга на Народна република България“ от 1984 г. и на част I от том 20, 1990 г. и част II от том 26, 1997 г. на „Фауна на България“. По-значими негови научни трудове са:
- „Изследвания върху таксономията на Myonimus personatus (Rodentia) в България“ (1964, в съавторство с В. Ангелова и Т. Динев, на френски език);
- „История на мамалиологията“ (1987, в съавторство, на английски език).[1]